# Otto Robert Frisch
Otto Robert Frisch (1. oktober 1904 – 22. september 1979) var østrigsk-engelsk kernefysiker.
Frisch flygtede fra Tyskland ved nazisternes magtovertagelse i 1933 til København, hvor han var med i Niels Bohrs internationale gruppe af fysikere. Frisch og Lise Meitner opdagede at Otto Hahn i Berlin havde lavet en ny slags kernereaktion, som de kaldte kernefission, Frisch beskrev det eksplosive potentiale i den nukleare kædereaktion.
Fra 1939 var Frisch i Birmingham. Han deltog under 2. verdenskrig i Manhattan Project.